# Suonttavaara
Suonttavaara är en kulle i Finland. Den ligger i Enontekis kommun i landskapet Lappland, i den norra delen av landet, 900 km norr om huvudstaden Helsingfors. Toppen på Suonttavaara är 382 meter över havet, eller 86 meter över den omgivande terrängen. Bredden vid basen är 7,9 km.
Terrängen runt Suonttavaara är huvudsakligen platt. Trakten runt Suonttavaara är nära nog obefolkad, med mindre än två invånare per kvadratkilometer. Närmaste större samhälle är Hetta, 16,0 km öster om Suonttavaara. 